# Poltimore House

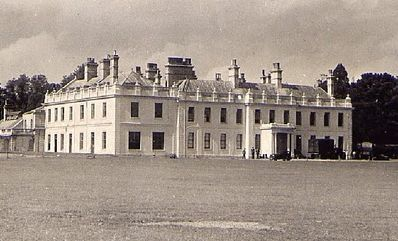
Poltimore House (um 1930)

Wappen der Bampfylde von Poltimore und North Molton: Gold, auf einem roten Band drei silberne fünfzackige (englische) Sterne

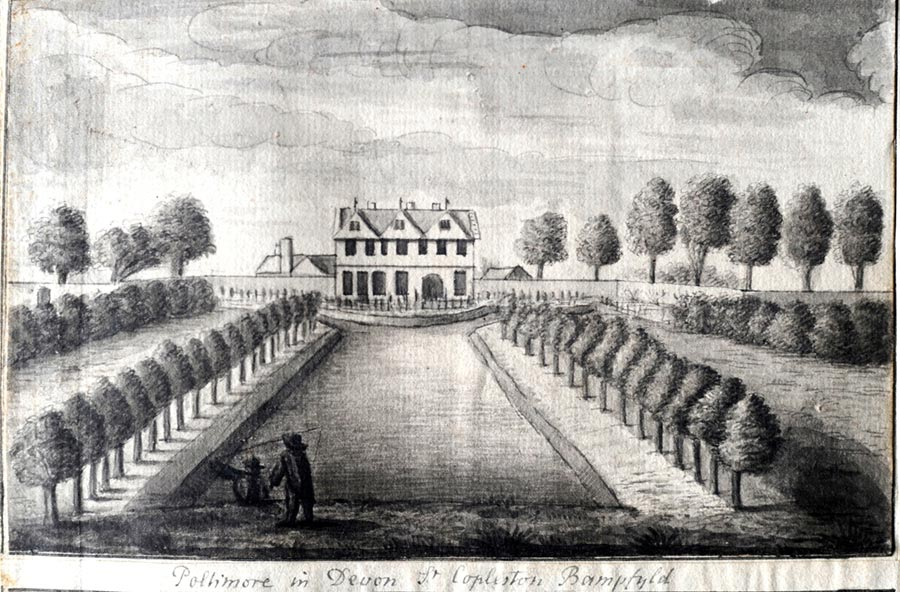
Poltimore House, Zeichnung von Edmund Prideaux (1693–1745) aus Prideaux Place, Cornwall, betitelt: Poltimore in Devon, Sir Copleston Bampfyld. Sir Coplestone Warwick Bampfylde, 3. Baronet († 1727) erbte Poltimore House von seinem Großvater, Sir Coplestone Bampfylde, 2. Baronet († 1691)

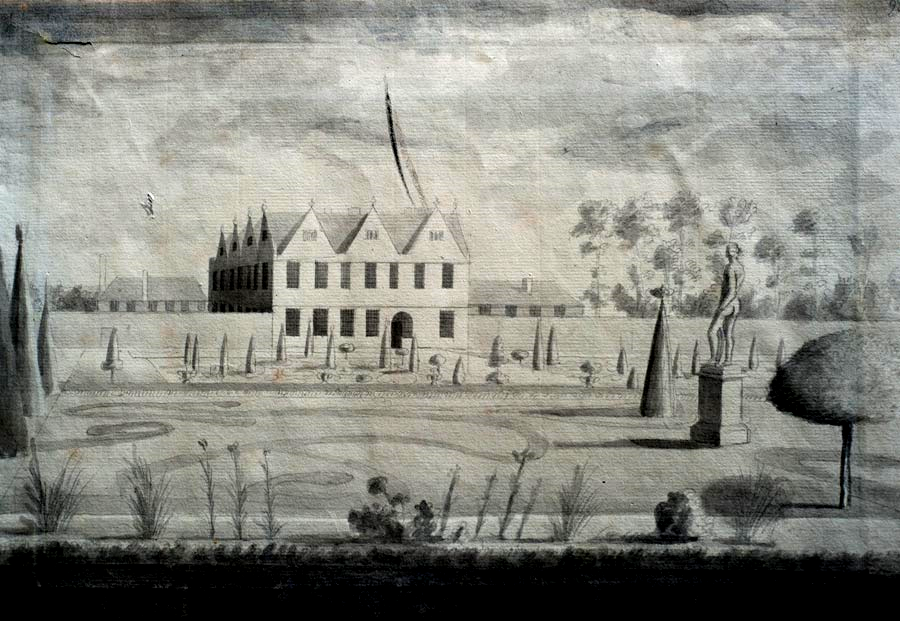
Eine weitere Zeichnung von Poltimore House von Edmund Prideaux

Poltimore House ist ein Landhaus im Dorf Poltimore in der englischen Grafschaft Devon. Die Grundherrschaft Poltimore war vom 13. bis zum 20. Jahrhundert Sitz der Familie Bampfylde, die 1831 zu Baronen Poltimore erhoben wurden. Das Haus aus dem 18. Jahrhundert enthält viele Teile früherer Häuser, die von der Familie auf dem Anwesen errichtet wurden. English Heritage hat es als historisches Gebäude II*. Grades gelistet.
In der zweiten Hälfte des 20. Jahrhunderts verfiel Poltimore House zusehends. Eine Gruppe begeisterter Freiwilliger begann 2003 damit, Geld für die Restaurierung des Hauses aufzutreiben, nachdem das Projekt den zweiten Platz in der BBC-Fernsehserie Restoration machte.

## Geschichte

### Erwerb durch die Bampfyldes
Der Familie Bampfylde wurde die Grundherrschaft Poltimore 1298 von William Pontyngton, einem Kanoniker der Kathedrale von Exeter, vermacht. Es gibt keine Aufzeichnungen darüber, wo das erste Herrenhaus stand, aber man glaubt, dass es im oder nahe beim Dorf lag. Es gibt keine Beweise dafür, dass ein früheres Haus auf demselben Standort wie das heutige gestanden hätte. Poltimore House wurde auf Geheiß von Richard Bampfylde († 1595) errichtet. Die Arbeiten daran begannen 1550.
Es gibt keine Aufzeichnungen darüber, wann das Haus fertiggestellt wurde, aber, als Richard Bampfylde 1595 starb, vererbte er es testamentarisch an seinen Sohn, Amyas Bampfylde († 1626). Da Richard 1576 zum High Sheriff of Devon ernannt wurde, ist es wahrscheinlich, dass sein herrschaftliches Haus zu diesem Zeitpunkt bereits fertig war. Zwei Flügel dieses alten Hauses kann man noch heute als Teile des heutigen Gebäudes sehen. Man weiß nicht, welche Form das alte Haus ursprünglich hatte, ob es sich nur um diese beiden Flügel handelte, die ein L bilden, oder ob es einen dritten oder gar einen vierten Flügel gegeben hatte mit einem Hof in der Mitte. Spätere Familienmitglieder ließen an das vorhandene Haus anbauen; die letzten größeren Anbauten wurden 1908 durchgeführt.

### Verkauf durch die Bampfyldes
Die Bampfyldes wohnten bis 1920 in dem Haus und boten es dann einschließlich Grund und Anwesen zum Verkauf an. Das Anwesen wurde verkauft, nicht aber das Haus und das Grundstück, die dem Poltimore College, einer Mädchenschule, verpachtet wurden. Diese wurde 1939 geschlossen. 1940 wurden die Jungen des Dover College hierher evakuiert. Das Haus wurde 1945 ein privates Krankenhaus, das 1948, gleich nach der Gründung des National Health Service von diesem übernommen wurde. 1974 wurde das Krankenhaus geschlossen.

### Verfall

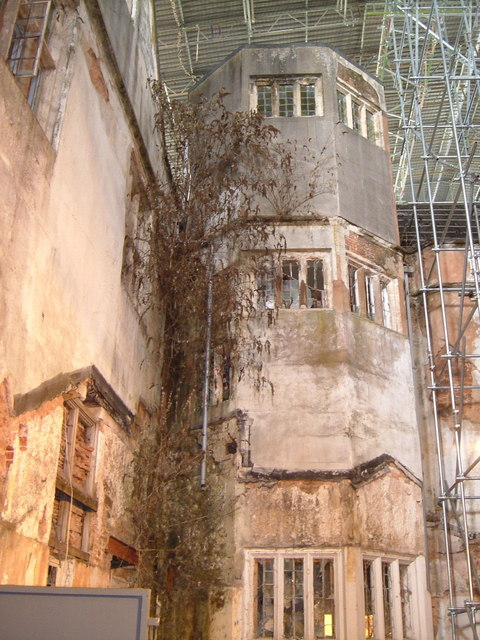
Poltimore House, Blick vom Innenhof während der Restaurierung

Poltimore House ging durch die Hände verschiedener Eigentümer, bis es 1987 einem Brandanschlag zum Opfer fiel und seitdem leer stand. Diebstahl und Vandalismus trugen zum weiteren Verfall bei.

## Restaurierung
Im Jahre 2000 wurde der Poltimore House Trust gegründet, der eine Nutzung für das Haus finden und es restaurieren sollte. Die erste Phase der Restaurierung bestand in der Aufstellung eines Gerüstes mit Schutzdach und wurde 2005 durchgeführt. 2009 erlangte der Trust £ 500.000 von English Heritage, sodass mit der eigentlichen Restaurierung begonnen werden konnte.

## Weitere Pläne
Der Poltimore House Trust veröffentlichte 2009 ihren 10-Jahres-Plan für die weitere Restaurierung. Dort ist festgelegt, dass Poltimore House 2019 folgende Zwecke erfüllen soll:
- eine Ausstellung für Kunst- und Kreativhandwerk: Ein Ort für die Künste, Handwerke, Mediengestalter, Filmemacher und Software-Entwickler.
- ein Heim für kreative Unternehmer: hochspezialisierte Arbeitsplätze, Hot Desking und Studios mit exzellenten Kommunikationsmöglichkeiten.
- das Poltimore-Forum: hochrangige Vorträge, Workshops und Trainingsveranstaltungen sollen führende Denker in den Südwesten Englands bringen.
- der Club in Poltimore House: ein Treffpunkt für die Region mit hervorragend ausgestatteten Besprechungsräumen für Briefings, Networking und Forschung.
- intensive Innovationen: Ausstellung über die neue Denkungsart, Lehre und Unterricht: Eine Verbindung aus Akademie, Tradition, Industrie, Technologie und den Künsten.
- ein ganz anderer Ausflugstag: Poltimore House soll Besucher anziehen, die Inspiration, Unterricht, Netzwerke, Erholung und Spaß suchen.

Diese Bandbreite von Projekten soll Poltimore House und sein Grundstück wieder eine Nutzung als wichtige Quelle für lokale und regionale Geschäfte, Künste und die Gesellschaft bringen.

## Öffentlicher Zugang
Die gemeinnützigen „Friends of Poltimore House“ gewähren öffentlichen Zugang zum Haus zu den auf ihrer Website veröffentlichten Zeiten.

## Gemeinnützige Vereine, die in die Restaurierungsarbeiten involviert sind
- „Friends of Poltimore House“, Poltimore House, Poltimore, Exeter, EX4 0AU.
- „Poltimore House Trust“, Poltimore House, Poltimore, Exeter, EX4 0AU.